# Zielony Rycerz. Green Knight
Zielony Rycerz. Green Knight (ang. The Green Knight) – amerykańsko-kanadyjsko-irlandzki dramat przygodowy fantasy z 2021 roku w reżyserii Davida Lowery'ego, który napisał również jego scenariusz, zrealizowany na podstawie średniowiecznego poematu Pan Gawen i Zielony Rycerz.
Zdjęcia kręcono w Irlandii w hrabstwach Tipperary, Offaly i Sligo. Zielony Rycerz. Green Knight pojawił się w kinach w USA i w Polsce 30 lipca 2021.

## Fabuła
Tajemniczy Zielony Rycerz rzuca wyzwanie dworowi Camelotu. Podejmuje je sir Gawain, lecz nie udaje mu się zrobić krzywdy zaczarowanemu przeciwnikowi. By dopełnić obietnicy, którą złożył przyjmując jego warunki, udaje się w podróż do Zielonej Kaplicy. Droga okazuje się niełatwa, a na końcu musi zdać się na łaskę oponenta.

## Obsada
źródła:
- Dev Patel jako Sir Gawain
- Alicia Vikander jako Essel i Lady
- Joel Edgerton jako Lord
- Sarita Choudhury jako Matka
- Sean Harris jako Król
- Ralph Ineson jako Zielony Rycerz
- Kate Dickie jako Królowa
- Erin Kellyman jako Winifreda
- Barry Keoghan jako szabrownik

## Odbiór

### Box office
Zielony Rycerz. Green Knight zarobił w USA i Kanadzie około 17 milionów USD, a w pozostałych krajach równowartość około 1,7 dolarów - łącznie blisko 19 milionów.

### Reakcja krytyków
Film spotkał się z pozytywną reakcją krytyków. W agregatorze recenzji Rotten Tomatoes 89% z 319 recenzji uznano za pozytywne, a średnia ocen wystawionych na ich podstawie wyniosła 8,0 na 10. Z kolei w agregatorze Metacritic średnia ważona ocen z 56 recenzji wyniosła 85 punktów na 100.